# جيمس كونينغهام (سياسي)
جيمس كونينغهام هو سياسي كندي، ولد في 1 أغسطس 1834، وتوفي في 4 مايو 1925. حزبياً، نشط في الحزب الليبرالي الكندي. وقد انتخب عضو الجمعية التشريعية لكولومبيا البريطانية ‏ وانتخب عضو مجلس العموم الكندي.